# Distretto di Santo Domingo de Acobamba
Il distretto di  Santo Domingo de Acobamba è uno dei ventotto distretti della provincia di Huancayo, in Perù. Si trova nella regione di Junín e si estende su una superficie di  778,02 chilometri quadrati.